# Sacca Sessola
Sacca Sessola (Saca Sesoa in dialetto veneziano) è una delle isole più grandi (16,03 ettari) e più giovani della Laguna di Venezia, essendo stata realizzata nella seconda metà del XIX secolo.  Il nome combina i termini veneziani sacca, che indica un'isola artificiale creata tramite l'interramento di un bacino acqueo (esempi analoghi sono Sacca Fisola e Sacca San Biagio), e sessola, strumento tipico della laguna per eliminare l'acqua dalle barche e di cui l'isola richiama la forma.
Da quando l'isola è adibita a struttura alberghiera viene chiamata Isola delle Rose .

## Storia
L'isola  fu realizzata nella Laguna Sud, sulla Codas di Reziol, un ramo del Canale Rezzo nel periodo compreso tra il 1860 e il 1870 con il materiale proveniente dagli scavi per il porto commerciale di Santa Marta. Inizialmente di proprietà statale e ceduta al comune di Venezia nel 1875, Sacca Sessola venne destinata a deposito di combustibili e quindi convertita a usi agricoli, con orti e vigneti.
Nel 1892 ebbero inizio i lavori per realizzare sull'isola un ospedale per la cura delle malattie contagiose endemiche. Con la fine dell'epidemia di colera del 1911, la struttura venne riconvertita e ampliata nel 1914 con la costruzione dell'Ospedale San Marco per la cura della tubercolosi polmonare, che prese il posto della precedente struttura ubicata nell'isola di Santa Maria della Grazia (isola). Il sanatorio venne chiuso durante la prima guerra mondiale e riapri solo nel 1920. Tra il 1921 e il 1923 furono edificati una chiesa in stile neo-romanico e un padiglione ricreativo. 
Nel 1927 il Comune di Venezia donò l'isola alla Cassa nazionale per le assicurazioni sociali (in seguito INPS) che nel 1931 iniziò la costruzione di un nuovo complesso ospedaliero pneumologico da 300 posti. La struttura, intitolata a Achille De Giovanni fu inaugurata nel 1936 dal re Vittorio Emanuele III.
Nel 1942 i padiglioni del vecchio ospedale furono abbattuti per costruire un edificio per il personale. Nel 1979 l'Ospedale terminò definitivamente la sua attività e nel 1981 l'isola, lasciata in abbandono, tornò in possesso del Comune che nel 1992 la concesse all'Associazione Venice International Center for Marine Sciences of Technologies, attiva nella ricerca della scienza e tecnologia marine. Alla fine degli anni novanta l'isola fu ceduta al gruppo Cit, che ristrutturò il sanatorio ricavandone un complesso alberghiero di lusso. Dopo il fallimento di tale attività, nel 2015 il gruppo Marriott rilevò l'isola, riaprendo l'albergo.